# David Lebón
Oscar David Lebón (Buenos Aires, 5 de octubre de 1952) es un músico guitarrista y multiinstrumentista de rock argentino, activo especialmente durante las décadas de 1970 y 1980. Considerado por el medio Clarín como un guitarrista emblema del género en el país,formó parte de las bandas Pappo's Blues (bajo y guitarra rítmica), Billy Bond y La Pesada del Rock and Roll (guitarra), Pescado Rabioso (voz, bajo y guitarra), Color Humano (batería y coros), Sui Generis (guitarra), Espíritu (teclados), Polifemo (voz, guitarra y bajo), Seleste (voz y guitarra) y Serú Girán (voz y guitarra), entre otros. Desde 1982 ha desarrollado una carrera solista de manera estable. 
La revista Rolling Stone lo ubicó en el tercer puesto de la lista Los 100 mejores guitarristas del rock argentino.

## Biografía
Nacido de padre argentino y madre china hija de cosacos rusos, durante su infancia vivió en la ciudad de Ituzaingó, junto a su padre y tres hermanas. Inició su relación con la música cuando, a los ocho años, debió partir hacia Estados Unidos para tratarse un problema de asma.  Su estadía en ese país coincidió con el boom de la «beatlemanía» lo cual, como a la gran mayoría, influyó decisivamente en su futuro. Fue así que ―cuando todavía era menor de edad, lo que no le permitía permanecer en los boliches roqueros― formó parte de pequeños grupos como The Alley Cats (donde tocaba la guitarra) y The Lords of London (a cargo de la batería). También estuvo a punto de formar un grupo con el baterista Carmine Appice, quien poco después sería parte del legendario trío Beck, Bogert & Appice.
Tras su regreso a Argentina, a finales de la década del 60, Lebón era asiduo del local La Manzana, uno de los pocos boliches de rock que existían en Buenos Aires, regenteado por Billy Bond, uno de los más excéntricos pioneros del rock vernáculo. En ese sitio conoció a Pappo ―otro «estable» del lugar, al igual que Nacho Smilari y Héctor Starc― quien en 1970 lo incorpora como bajista en la primera alineación de su grupo Pappo's Blues, conformada también por Black Amaya en batería y un fugaz paso del bajista Vitico. 
Esta primera formación de Pappo's Blues registró un disco homónimo en 1971, que tuvo un notorio éxito, siendo además, según quienes tuvieron la oportunidad de verlos y escucharlos, uno de los mejores power trio del momento.
Simultáneamente, y bajo el seudónimo de «Davies», Lebón participó como guitarrista ―con el baterista Black Amaya― de la grabación del primer disco de Billy Bond y La Pesada del Rock and Roll.
Su necesidad de estar en actividad lo llevó a acompañar al cantante Carlos Bisso y luego partir a España. Allí se volvió a encontrar con Pappo, con quien formó un fugaz grupo del que también participó Ciro Fogliatta. 
En realidad se trató de un intento de hacer resurgir al grupo Los Gatos, pero sin el líder (el tecladista y compositor rosarino Litto Nebbia), que no prosperó. 
A finales de 1971 fue baterista de Color Humano, grupo liderado por Edelmiro Molinari. Junto a esta alineación grabó el álbum debut con cinco temas para el sello Microfón.
En 1985, 1995 y 2015 recibió el Premio Konex ―Diploma al Mérito― como uno de los cinco mejores cantantes de rock y autor/compositor de rock de la última década.

### Pescado Rabioso

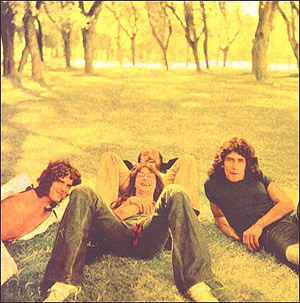
David Lebón (medio, al frente) en Pescado Rabioso.

En 1972 Lebón dejó Color Humano y su puesto fue ocupado por el baterista rosarino Oscar Moro. Ese mismo año, Lebón entró en el conjunto Pescado Rabioso, fundado por el guitarrista Luis Alberto Spinetta (después de pasar la experiencia con el grupo Almendra, muy importante en la historia del rock argentino). 
Esta nueva banda ―compuesta por Spinetta (guitarra y voz), Carlos Cutaia (teclados), Black Amaya (batería) y David Lebón (bajista y ocasional guitarrista y cantante)― editó un álbum titulado Pescado 2. Diversos inconvenientes de producción derivaron en la separación de la banda.
Tras la experiencia Pescado Rabioso, Lebón lanzó su primer álbum solista (David Lebón) en 1973, a instancias de Billy Bond, disco que David grabó prácticamente solo, tocando casi todos los instrumentos. 
El disco incluye canciones que volvería a grabar años después como «32 macetas», «Dos edificios dorados» y «Hombre de mala sangre», y fue compuesto en coautoría con su pareja de entonces, Liliana Lagardé (1950-), el álbum fue presentado en septiembre de 1973 en el Teatro Ópera de Buenos Aires.
Para grabar el disco durante el camporista otoño del 73, dice la leyenda, Billy Bond bloqueó por una semana el estudio Phonalex y se sacó de encima al técnico de grabación presentándole amigas y prestándole un departamento. Esto es algo que Bond niega terminantemente: por esa época, Bond y Álvarez hacían y deshacían en Phonalex, si bien Lebón tocó casi todos los instrumentos en casi todos los temas, hay algunas apariciones de invitados de Billy Bond: Pappo (piano en «Treinta y dos macetas»), Alejandro Medina (bajo), Isa Portugheis (batería) y un entonces muy joven y deslumbrado Charly García (teclados). El guitarrista jazzero Walter Malosetti (el padre de Javier, el brillante bajista) pasaba por el estudio y Bond lo invitó a grabar un solo de guitarra acústica en el tema «Copado por el Diablo». 
En esa misma época colaboraba casi constantemente tocando como invitado la guitarra en Sui Generis (la banda de Charly García y Nito Mestre) y los teclados en el grupo sinfónico Espíritu, además de participar como cantante en dos temas del segundo disco solista de Claudio Gabis.
En 1974 formó el conjunto Līlā, un grupo de características devocionales orientalistas, junto a Carola y Carlos Cutaia, con el que editó un simple: «Amanece la verdad / Ah Maharaj Ji», actualmente inconseguible, aunque Lebón participa únicamente en el segundo tema, el cual se puede encontrar en su compilado Obras cumbres de 2002.
También participó en la segunda versión de La Biblia (el legendario disco de Vox Dei), en donde los músicos de Billy Bond y La Pesada del Rock and Roll en conjunto con el Ensamble Musical de Buenos Aires reversionaron el álbum. Del mismo modo, regresó a Pappo's Blues (como guitarra rítmica), para grabar Pappo's Blues Volumen 4.

### Polifemo
Casi sobre el final de 1975 creó Polifemo, una banda de rock and roll puro, con Juan Rodríguez (batería) y Rinaldo Rafanelli (bajo eléctrico), ambos provenientes de Sui Generis. En 1976, tras la presentación de su disco Polifemo, la crítica especializada fue muy dura con ellos, lo que marcó su decadencia. «Salí de Polifemo con la intención de no armar ningún grupo, con ganas de viajar ―admitía Lebón en una entrevista―, antes de que Charly me propusiera que lo hiciéramos juntos. Con el único tipo de Polifemo con el que me seguía comprendiendo [...] era Juan Rodríguez. 
Él me preguntó qué iba a hacer y a mí me dieron ganas de seguir tocando. A la vez, estaba con dos tipos que eran de la misión, que me gustaba cómo tocaban. Tocamos en algunos recitales y [...] la gente se volvía loca, porque yo había salido de algo que era el haber dejado de tocar para mí».
Con esta, su nueva agrupación, Lebón empezó a crecer como músico pues, como él mismo lo reconocía, le «empezó a gustar escuchar los demás instrumentos, incluso dejar que toquen». Junto a Rodríguez, los músicos de la misión y varios invitados (Pino Marrone y Aníbal Kerpel, entre otros), David Lebón formó Seleste. Esta agrupación, de buenas perspectivas, quedó momentáneamente interrumpida cuando Lebón se unió en Brasil a Charly García en el proyecto Serú Girán.

### Serú Girán
Entre 1978 y 1982 integró Serú Girán junto a Charly García, Pedro Aznar y Oscar Moro. Serú Girán ha sido considerado uno de los más importantes y trascendentes grupos de la historia del Rock Argentino. En él fue distinguido como mejor guitarrista los cinco años consecutivos. Luego de Charly García fue el que más compuso para el grupo. Es en Bicicleta (1980) donde más se destaca su labor como compositor y vocalista.

### Solista
En 1980 lanzó su segundo disco como solista: Nayla. Este álbum, que tuvo muchas postergaciones debido al accidente de su hija, iba a ser en principio un disco doble, pero ninguna compañía se lo aceptaba. «Ni siquiera Yes graba discos dobles», le llegaron a decir.[cita requerida] No le quedó otra opción, entonces, que seleccionar los mejores temas ―algunos nuevos, otros de su antigua agrupación Seleste― y grabarlo con Aznar, Moro, Rinaldo Rafanelli, y Diego Rapoport.
A partir de 1982, con Serú Girán ya separado, su producción como solista fue incrementándose, con una seguidilla de álbumes. Estos son:
- El tiempo es veloz (1982), en el que tocó todos los instrumentos e incluye el tema homónimo, «Tiempo sin sueños» y «No confíes en tu suerte», además de contar con la participación de Diego Rapoport en un par de temas y una portada ilustrada por Luis Alberto Spinetta;
- Siempre estaré (1983), con temas exitosos como «El rock de los chicos malos» y la balada «Quiero regalarte mi amor»;
- Desnuque (1984), un homenaje al rocanrol, del cual sobresalen «El rock de la cárcel», «Qué te pasa, Argentina», «32 macetas» y «Hacelo hoy conmigo»;
- Si de algo sirve, con canciones como «Todos en un cuarto» o «Y si de algo sirve» (1985);
- 7 × 7 (1986), con temas que se destacaron como «Puedo sentirlo»;
- y Nunca te puedo alcanzar (1987).

En 1987 colaboró con Charly García en su LP Parte de la religión, donde grabó los solos de guitarra en los temas «Adela en el carrousel» y «Buscando un símbolo de paz». En 1989, editó Contactos, al que definió como «un encuentro personal entre mente, cuerpo y alma para lograr el equilibrio que mejore mi relación con el mundo, las personas y mi Creador».[cita requerida] En 1991 lanzó Nuevas mañanas, una coproducción artística con Julio Presas que incluye temas de autoría compartida, grabado en los Estados Unidos con la colaboración de Pedro Aznar. El disco, en el que Lebón tomó un sonido más pop y sin tantas guitarras, pasó prácticamente desapercibido.

### Serú Girán (reencuentro)
A finales de 1992 se produjo el reencuentro de Serú Girán. Editaron un disco en estudio y dos en vivo. Realizaron una exitosa gira, en cuanto a convocatoria de público, como así también en cuanto a calidad musical. Posteriormente se disolvieron.
Lebón tuvo dos años de silencio musical, en los que estuvo presente en las revistas del corazón por sus idas y venidas con la exmodelo Pata Villanueva. En 1995 retornó a los escenarios, primero con el Tributo a Carlos Gardel organizado por la Secretaría de Cultura y el Multimedios América, y luego, acompañado por Daniel Castro (bajo) y Daniel Colombres (batería), realizó una recorrida por toda su extensa trayectoria. Ese año se radicó en la provincia de Mendoza; mientras que, también en 1995, grabó en versión de estudio en su casa de Mendoza Mágico, junto a Vadalá, Fontana, Morelli y Arróm. Este disco (en realidad un demo) nunca salió a la venta, aunque circula en ediciones pirata. Hay muchos temas cantados en inglés, ya que Lebón compone la mayoría de sus temas en ese idioma, y luego los pasa al castellano.
En 1999 se presentó en el Teatro Coliseo de Buenos Aires, para repasar los temas más importantes de su carrera, acompañado por una joven banda, y la participación de músicos de Divididos, La Mississippi, Los Ratones Paranoicos y Los Caballeros de la Quema, más una sección de bronces. El show quedó registrado en el álbum En vivo, en el Teatro Coliseo, su primer álbum en directo, editado ese mismo año.
En el año 2002 David editó Yo lo soñé, en el 2007 un álbum conjunto en vivo con su excompañero Pedro Aznar (consistente en 2 CD), y en el año 2009, el disco Déjà vu. En el 2016 edita Encuentro supremo, con gran éxito.

## Estilo
Su estilo de tocar la guitarra es netamente del blues y el rock, con marcadas influencias de B. B. King, y Eric Clapton. Lebón se autodefine como un músico no profesional y autodidacta, en ambos sentidos: como un músico no contaminado por el show-business, pero a la vez indisciplinado e intuitivo en la creación.
A lo largo de su carrera integró muchos grupos, y lo hizo tocando los cuatro instrumentos base: guitarra, bajo, batería y teclados, aunque siempre se lo haya destacado por su sentimiento para tocar la guitarra eléctrica (la cual es su instrumento por definición) y por su voz. En el festejo por el 199.º aniversario de la Revolución de Mayo, el 24 de mayo de 2009, Lebón participó tocando el solo de «Adela en el carrousel», de Charly García, como lo hizo en el tema de estudio.

## Equipamiento
Aunque en ciertas épocas fue reacio a hablar sobre sus instrumentos, es un gran usuario de las guitarras Gibson: A lo largo de su carrera utilizó  muchos modelos de la firma (Gibson Les Paul, Les Paul Custom, SG, Flying V, ES-347, Lucille).
En los años 70 usaba generalmente guitarras Gibson Les Paul y Les Paul Custom. en sus comienzos utilizaba un grabador Geloso para obtener distorsion, un truco también utilizado por Claudio Gabis de Manal y Kay Galiffi de Los Gatos, entre otros.
En el disco "Nayla" de 1980 además utilizó una Ibanez tipo Flying V, que se puede ver en el sobre interno del álbum, y comienza su relación con los amplificadores Mesa Boogie. En Serú Girán va a utilizar también amplificadores Mesa Boogie con las siguientes guitarras: Gibson ES 347, Ibanez George Benson, Ibanez tipo Flying V, y en ocasiones una Fender Stratocaster. No usaba efectos excepto un pedal de volumen Boss, un wah wah Cry Baby y a veces un chorus Boss CE-2.
Este setup seguirá firme hasta finales de los 80, cuando empieza a usar una guitarra Kramer Baretta.
En los años 90 empieza a usar amplificadores Crate y una Gibson Lucille como guitarra principal.
Actualmente además de la Lucille, utiliza una Gibson Les Paul Studio y una Gibson SG, y pedales Cluster.
A pesar de haber sido bajista de Pescado Rabioso, nunca se compró un bajo, usando en su momento un modelo de la marca Standel.

## Vida personal
Su primera esposa, y madre de su primer hijo, fue Liliana Lagardé, con la que compuso formalmente los temas de su primer álbum solista. Actualmente vive en Estados Unidos. En octubre de 2021 murió allí su hija Tayda, música y tatuadora, quien había nacido biológicamente como varón y estaba realizando su transición para cambiar su género. 
Su segunda esposa fue María Peselj, madre de tres de sus hijos: Niklas Andersson Peselj (guitarrista), Panchi Lebón (baterista) y Nayla Lebón (cantante lírica). Su tercera esposa, madre de su última hija Hannah, fue Claudia Dorda, psicóloga y exmánager del músico a fines de los años 1980.
Se involucró sentimentalmente con figuras conocidas como las cantantes Silvina Garré y Celeste Carballo[cita requerida] a mediados de los años 1980, y las modelos Ginette Reynal y Pata Villanueva, esta última a principios de los años 1990. Hasta 2010 fue pareja de la cantante Hilda Lizarazu. Actualmente se encuentra en pareja con Patricia Oviedo, mánager del mismo Lebon y de Marcela Morelo.
En una entrevista realizada por Iván Noble para Canal (á), Lebón contó que en 1976 fue secuestrado y torturado por la Triple A (Alianza Anticomunista Argentina).
A pesar de su apodo de Ruso, usado comúnmente para referirse a los judíos en Argentina, ni Lebón es un apellido judío ni el músico profesa dicha religión. Lebón es seguidor del gurú Maharaj Ji.

## Discografía

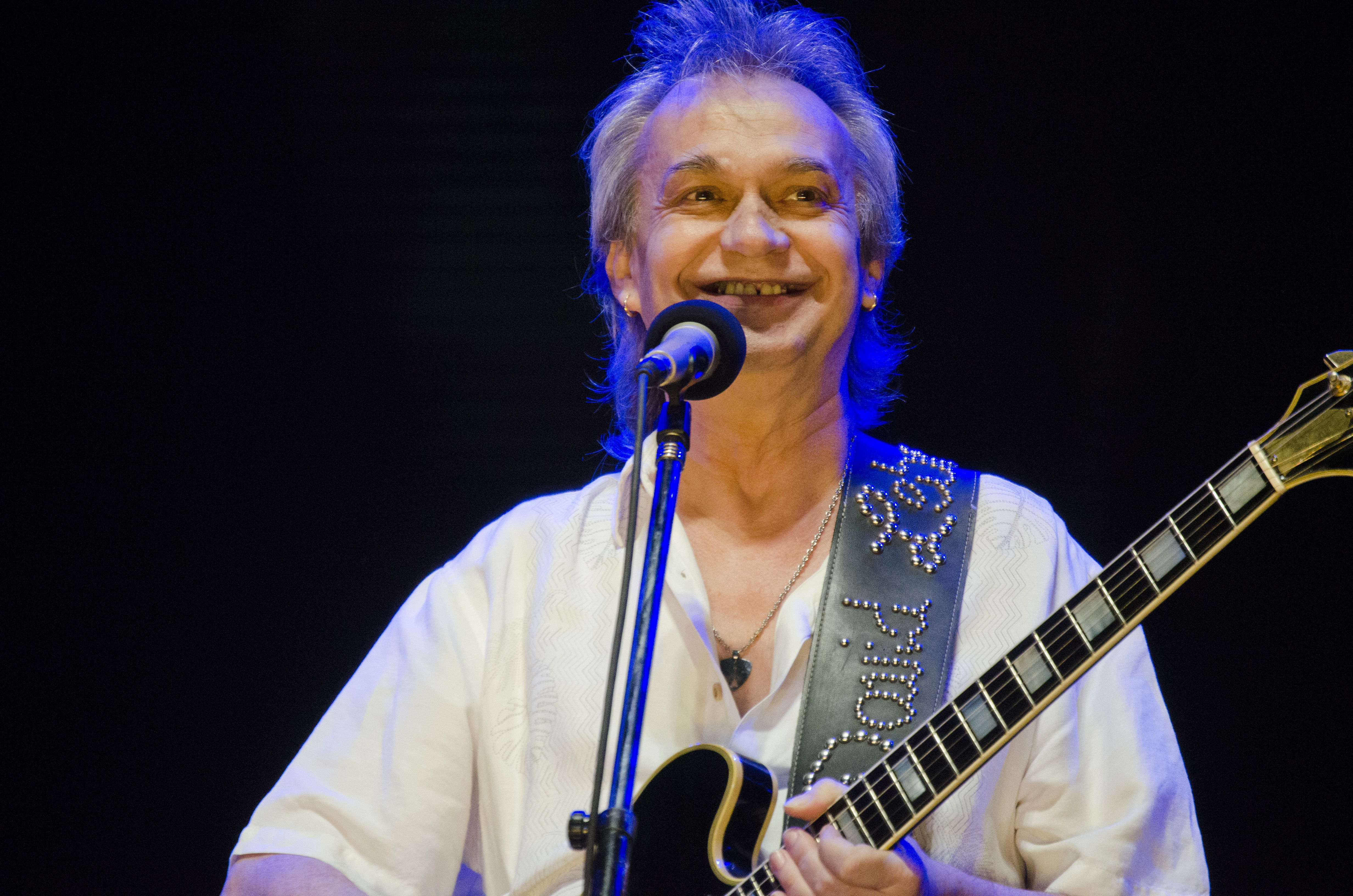
David Lebón en 2013.

### Pappo's Blues
- Pappo's Blues Volumen 1 (1971).
- Pappo's Blues Volumen 4 (1973).

### Billy Bond y La Pesada del Rock and Roll
- Billy Bond y La Pesada del Rock and Roll (1971).
- Buenos Aires Blus (1972).
- Billy Bond y La Pesada del Rock and Roll Volumen 4 (1973).

### Color Humano
- Color humano (1972).

### Pescado Rabioso
- Pescado 2 (1973).

### Līlā
- Amanece la verdad / Ah Maharaj Ji (simple, 1975).

### Polifemo
- Polifemo (1976).
- Volumen 2 (1977).

### Billy Bond and the Jets
- Billy Bond and the Jets (1978).

### Serú Girán
- Serú Girán (1978).
- La grasa de las capitales (1979).
- Bicicleta (1980).
- Peperina (1981).
- No llores por mí, Argentina (1982).
- Serú '92 (1992).
- En vivo l  (1993).
- En vivo ll  (1993).
- Yo no quiero volverme tan loco (2000).

### Aznar / Lebón
- Aznar / Lebón Volumen 1 (2007).
- Aznar / Lebón Volumen 2 (2007).

### Solista
- David Lebón (1973)
- Nayla (1980)
- El tiempo es veloz (1982)
- Siempre estaré (1983)
- Desnuque (1984)
- Si de algo sirve (1985)
- 7 × 7 (1986)
- Nunca te puedo alcanzar (1987)
- Contactos (1989)
- Nuevas mañanas (1991)
- En vivo, en el Teatro Coliseo (1999)
- Yo lo soñé (2002)
- Déjà vu (2009)
- Encuentro supremo (2016)
- Lebón & Co. (2019)
- Lebón & Co. 2 (2022)
- Herencia Lebón (2024)

### Compilados
- Varios autores: Música prohibida para mayores (varios artistas; incluye el tema inédito de David Lebón «Como en el túnel», 1980).
- Crónica (1986).
- El álbum (1988).
- Suéltate rock and roll (incluye 7 × 7 & Nunca te puedo alcanzar en un solo CD, 1992).
- Obras cumbres (2002).

### Otras selectas contribuciones
- Varios autores: Acusticazo! (1972).
- Sui Generis: Confesiones de invierno (1973).
- Sui Generis: Pequeñas anécdotas sobre las instituciones (1974).
- Varios autores: La Biblia (1974).
- Claudio Gabis: Claudio Gabis (1974).
- Charly García: Música del alma (1980).
- Nito Mestre: 20/10 (1981).
- Charly García: Pubis angelical (1982).
- Luis Alberto Spinetta: Kamikaze (1982).
- Celeste Carballo: Me vuelvo cada día más loca (1982).
- Luis Alberto Spinetta: Mondo di cromo (1983).
- Moro-Satragni (1983).
- B.B. Muñoz: 59 minutos de vida (1983).
- Enanitos Verdes: Los Enanitos Verdes (1984).
- Autobús: Autobús (1984).
- Piero: Qué generosa sos, mi tierra (1985).
- Charly García: Parte de la religión (1987).
- Los Chanchos: Los Chanchos (1988).
- Fito Páez: Tercer mundo (1990).
- Tango feroz (banda sonora de la película, 1992).
- Oscar Kreimer: ...Si no me conocés aún (1992).
- Homenaje a Sumo: Fuck You (1995).
- Tributo a Carlos Gardel (1995).
- Alejandro Lerner: Volver a empezar (1997).
- Alejandro Lerner: Vivo (1999).
- Condor Crux (banda sonora de la película, 2000).
- Julia Zenko: Los esenciales (2003).
- Varios autores: Al maestro con cariño: un homenaje a Spinetta (2006).
- Los Rancheros: Canción sin tiempo (2007).
- Javier Calamaro: Este minuto (2010).
- El Negro García López: Esta vez invita El Negro (2010).
- Pájaros volando (banda sonora de la película, 2010).
- Luis Alberto Spinetta: Spinetta y las Bandas Eternas (2010).

## Participación en grupos, como profesional, según el año
- 1970: Pappo's Blues (bajista).
- 1971: Pappo's Blues (bajista), Los Gatos (cantante y bajista) en España, Billy Bond y La Pesada del Rock and Roll (guitarrista).
- 1972: Color Humano (baterista), Pescado Rabioso (bajista).
- 1973: Pescado Rabioso (bajista), Pappo's Blues (guitarrista rítmico).
- 1974: Lila (guitarrista), Espíritu (tecladista), Sui Generis (guitarrista eléctrico).
- 1975: Sui Generis (guitarrista eléctrico), Polifemo (guitarrista).
- 1976: Polifemo (guitarrista).
- 1977: Seleste, La Banda del Amor
- 1978: Serú Girán.
- 1979: Serú Girán.
- 1980: Serú Girán, Seleste (nueva versión), solista.
- 1981: Serú Girán.
- 1982: Serú Girán, solista.
- 1983 hasta 1992: solista.
- 1992: Serú Girán
- 1993: Serú Girán
- 1993 hasta hoy: solista

## Filmografía como intérprete
- 1973: Hasta que se ponga el sol (con Pescado Rabioso).
- 1983: Buenos Aires Rock (con Héctor Starc).
- 1995: Peperina (con Serú Girán).